# Brodnica Dolna

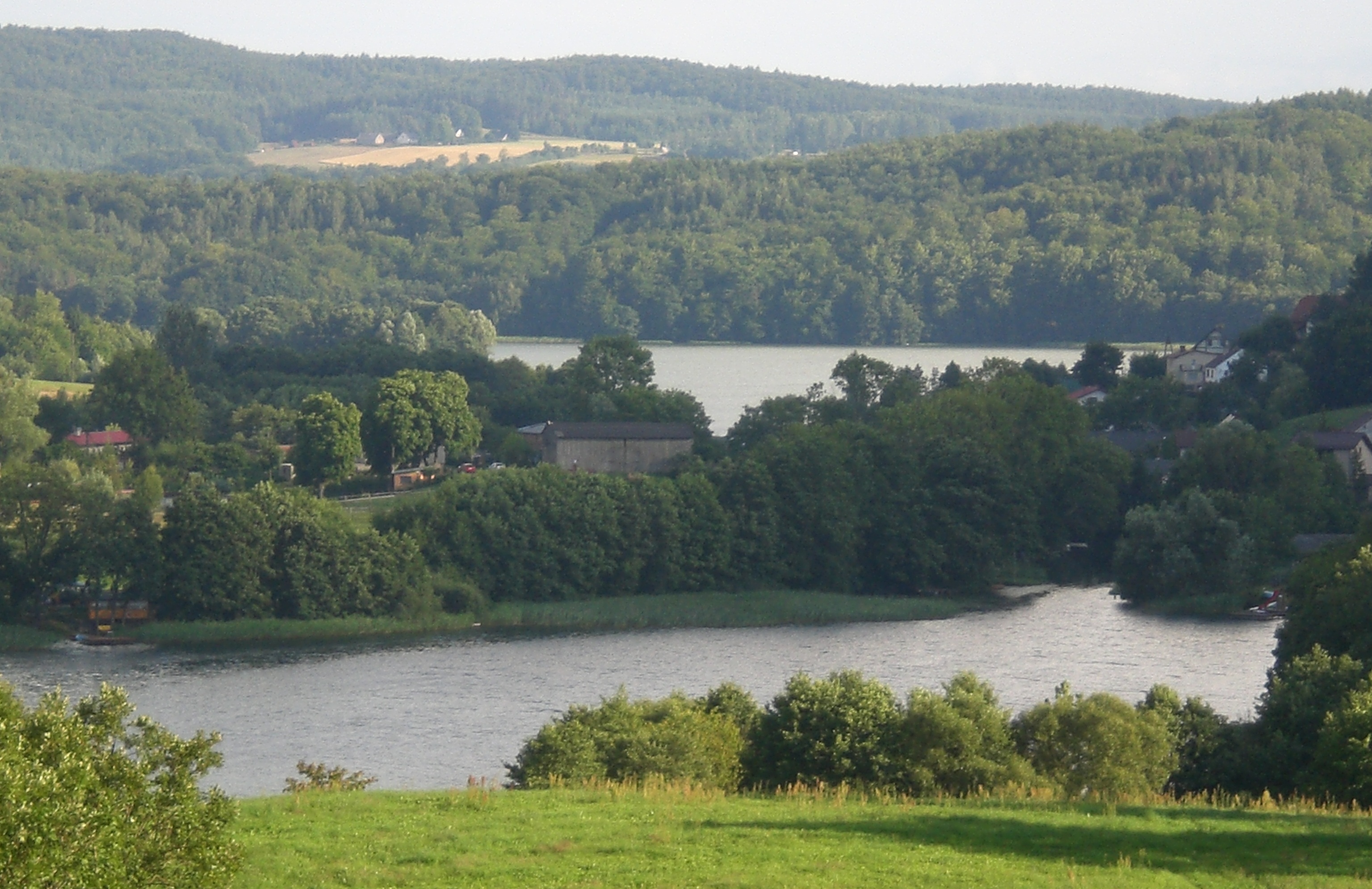

Brodnica Dolna [brɔdˈnit͡sa ˈdɔlna] (kaschubisch Dólnô Brodnica, deutsch Niederbrodnitz) ist ein Dorf in der Gmina Kartuzy, in der polnischen Woiwodschaft Pommern. Es liegt 11 km südwestlich von Kartuzy (Karthaus) und 37 km westlich von Danzig.